# ファラモンド
ファラモンド（Pharamond）という名のサラブレッドの競走馬は歴史上数頭おり、主に以下の馬などが名前が挙がる。
1. フランスで1957年に生産された競走馬。主な勝鞍にモルニ賞など。後に日本に種牡馬として輸出され、カブラヤオーなどの父となった。
2. イギリスで1925年に生産された競走馬。主な勝鞍にミドルパークステークスなど。後にアメリカ合衆国に種牡馬として輸出され、メノウなどの父となった。

本項では2について解説する。
ファラモンド（PharamondまたはPharamond II、1925年 - 1952年）とは、イギリスで競走生活を送ったサラブレッドの競走馬、および種牡馬である。アメリカ合衆国で種牡馬となり、メノウなどの父となった。

## 出自
イギリス20世紀初頭の名オーナーブリーダー、第17代ダービー伯爵の生産馬の一頭である。ダービー卿の所有するスタンリーハウススタッドでの生産馬で、フェアウェイやファロスと同じ牧場の出身であった。
母シリーンはチェヴァリーパークステークスなどを制した名牝で、後世において繁殖牝馬としても名を残す馬であった。ファラモンドはシリーンの第2子として生まれた、ファラリスを父に持つサラブレッドで、後にアメリカリーディングサイアーとなる第1子シックルとは全兄弟の関係であった。
体格は母のように小さく、また太く短い首が特徴的であったという。

## 経歴

### 2歳（1927年）
イギリスのジョージ・ラムトン調教師に預けられ、2歳の時に競走馬としてデビューした。同年は同じくダービー卿所有のフェアウェイも2歳でデビューしている。
初戦は5月のゼットランドプレート（ヨーク競馬場・新馬戦）に出走して着外、2戦目のウィンザーキャッスルステークス（アスコット競馬場）では3着に入った。3戦目のナショナルブリーダーズプロデュースステークス（5ハロン・ニューマーケット競馬場）では出走馬21頭の中から1番人気に推されるが、前走で先着したはずのフラミンゴという馬に敗れ、着外に沈んだ。
4戦目のランカシャーブリーダーズプロデュースステークス（リバプール競馬場）では初勝利を目前にしながら、15ポンド（約6.75キログラム）軽い斤量を積んだダークドールという馬にクビ差で敗れた。翌戦バックナムブリーダーズプロデュースステークス（ニューマーケット競馬場）では3頭立てのなかで1番人気に推されたが、ここもザウィーダーという馬に短頭差（アタマ差）で敗れている。
本来、その年のミドルパークステークスにはフェアウェイが出走する予定であったが、同馬はシャンペンステークスの後に体調が悪くなったためにこれを回避、その代わりとしてファラモンドが競走に登録された。幸運にも対戦馬の面子にも恵まれ、ファラモンドは2着馬パーウィッツをアタマ差で抑えて優勝、6戦目にして初勝利を挙げた。
この年の末、ファラモンドはフリーハンデキャップにおいて110ポンドと評価された。ちなみにフェアウェイは126ポンドと、その年の2歳馬の中で最上級の評価を与えられていた。その成績は悪いものではなかったが、全兄シックルと比べると非常に物足りない成績であった。

### 3歳（1928年）
翌年、ファラモンドはフランク・バッターズ調教師の元に転厩し、3歳牡馬の頂点ダービーステークスを目指して調整が行われていた。しかしその具合は芳しくなく、1928年の初戦として出走したエプソム競馬場4月のノンサッチステークスでは、見せ場なく着外に終わった。
イギリスクラシック三冠の第1戦である2000ギニーステークスには本来フェアウェイが出る予定であったが、このとき歯根膿瘍を患っていたため回避することになり、またしてもフェアウェイの代わりとして出走することになった。ミドルパークステークスの時とは対戦相手も格段に違うなか、ファラモンドは勝ち馬フラミンゴから約2馬身差の4着と健闘を見せた。
しかし、その翌戦ケンプトンパーク競馬場のグレートジュビリーハンデキャップでは、わずか100ポンド（約45.0キログラム）という軽ハンデであったにもかかわらず、着外に沈んでいる。次走セントジェームズパレスステークスでも着外であった。
しかし、3頭立てで行われたエルズミーアステークス（13ハロン・約2615メートル）では、斤量も103ポンド（約46.35キログラム）と恵まれたこともあって1番人気に推され、クビ差で久々の勝利を手にした。
ファラモンドはこの年をもって引退した。ミドルパークステークスでの優勝経験こそあるものの、通算成績は11戦2勝と目立つものではなかった。

## 引退後

### 渡米と成功
ダービー卿のもとにはすでに同馬の父ファラリスのほか、ファロスやフェアウェイ、そして同馬の全兄シックルなど種牡馬は十分にあった。そこでダービー卿はファラモンドを競りに出品、10000ポンド（当時のレートで50000ドル）の値をつけた。
この競り会場の来場者のひとりに、アメリカケンタッキー州の生産者であるハル・プライス・ヘッドリーがいた。ヘッドリーは他のアメリカ人生産者と共同で小規模なシンジケートを結成し、その代表としてファラモンドの購入に当たった。そして交渉の結果、付けられていた値札よりも安く、4000ポンドで取引を纏めることに成功した。
ヘッドリーは後にエイブラム・ヒューイットのインタビューに対し、この取引について「それは晩秋か初冬のこと、ほとんど真っ暗になった夕べのことで、黒塗りの馬房のなかにいるファラモンドが膝の高さほどに積まれた藁の上に立っている、ということが辛うじて確認できる程度であった。私はあえてこの馬を外で見せて欲しいと頼まなかったが、それは私はどれほどこの馬に興味をひかれているのかを、ダービー卿の使いに知られたくなかったからであった。」と懐述している。
ファラモンドは1928年にアメリカへと輸出され、ヘッドリーの持つボーモントファームに繋養された。当時のアメリカには同名の馬が存在していたため、ファラモンドはもっぱら「ファラモンドII（Pharamond II）」と呼ばれるようになった。
かくしてヘッドリーのもとで種牡馬生活に入ったファラモンドは、ヘッドリーと牧場に多大な貢献をもたらした。生涯で送り出した399頭の競走馬のうち、35頭がステークス競走で勝ちを挙げたのである。
初年度の産駒はまったく走らず、このため1932年に早くもシンジケートは解散し、7500ドルの価格でヘッドリーが権利を完全に買い上げることになった。しかし翌年の世代からはハイグリー（1931年生・牝馬）を始めとした良い産駒に恵まれるようになっていった。
その後もリーディングサイアーにこそならなかったが、1938年には同じくアメリカに輸入されて大活躍していたシックルに迫る2位に入っている。
ファラモンドは最期までボーモントファームで余生を過ごし、1952年7月に27歳で死亡した。遺骸は同牧場に葬られたが、ボーモントファームは後に規模を縮小し、納屋やパドックを含む大部分を売却しており、現在その墓は住宅地や商業地に近い場所にある。

### 主な産駒
ファラモンド産駒には早熟の傾向にある馬が多かったとされているが、一方で年を重ねて中長距離巧者として大成した馬も存在した。
最初にファラモンドの評価を高めた産駒が、前述のハイグリーである。2歳時からメイトロンステークスやトロイクレーミングレースなどに優勝し、3歳ではブラックストーンヴァレリーハンデキャップなどステークス競走を3勝、さらにトボガンハンデキャップでは3歳牝馬ながらも国内の一線級スプリンターを相手に3着と健闘した。48戦9勝で引退し、コーネリアス・ヴァンダービルト・ホイットニーの牧場で繁殖入り、ここでもステークス競走勝ち馬を出すなど活躍した。
そして、ファラモンド産駒で最も代表的な馬が、1935年生まれの牡馬メノウである。2歳時にフューチュリティステークスに優勝、クラシック戦線こそ振るわなかったが、3歳シーズン後半もウィザーズステークスなどで勝ちを挙げ、さらには三冠馬ウォーアドミラルを破る快挙も成し遂げている。メノウは種牡馬としても成功し、トムフールに代表される多くのステークス競走勝ち馬に恵まれた。
中長距離で活躍した産駒として、1941年にエドワード・ライリー・ブラッドリーが生産したバイジミニーがいる。同馬は3歳に入ってステイヤーとして活躍し、ローレンスリアライゼーションステークスなどの長距離戦、およびトラヴァーズステークスやアメリカンダービーといった中距離戦で勝ちを挙げた。種牡馬としては失敗に終わったが、プリークネスステークス優勝馬ボールドを出したほか、ソードダンサーやダマスカスの母父となっている。
このほかでは、カウディンステークスなどに勝ち、後に種牡馬としてコスマーを出したコズミックボム（1944年生・牡馬）、アーリントンラッシーステークスなどに優勝したアポジー（1934年生・牝馬）などがいる。
現在、ファラモンドの父系はメノウの産駒トムフールを通してトムフール系となり、そこから後世に伝わっている。

## 評価

### 主な勝鞍
※当時はグループ制未導入
1927年（2歳）6戦1勝
ミドルパークステークス
2着 - ランカシャーブリーダーズプロデュースステークス、バックナムブリーダーズプロデュースステークス
1928年（3歳）
エルズミーアステークス

## 血統表
| ファラモンドの血統（ファラリス系／Cyllene 3x4=18.75%、 St. Simon 3x4=18.75%、 Springfield 父内4x5=9.38%、 Pilgrimage 母内4x5=9.38%） | ファラモンドの血統（ファラリス系／Cyllene 3x4=18.75%、 St. Simon 3x4=18.75%、 Springfield 父内4x5=9.38%、 Pilgrimage 母内4x5=9.38%） | ファラモンドの血統（ファラリス系／Cyllene 3x4=18.75%、 St. Simon 3x4=18.75%、 Springfield 父内4x5=9.38%、 Pilgrimage 母内4x5=9.38%） | （血統表の出典） | （血統表の出典） |
| 父 Phalaris 1913 青鹿毛 イギリス | 父の父Polymelus 1902 鹿毛 イギリス                                                                                                   | Cyllene | Bona Vista       | Bona Vista       |
| 父 Phalaris 1913 青鹿毛 イギリス | 父の父Polymelus 1902 鹿毛 イギリス                                                                                                   | Cyllene | Arcadia          |                  |
| 父 Phalaris 1913 青鹿毛 イギリス | 父の父Polymelus 1902 鹿毛 イギリス                                                                                                   | Maid Marian | Hampton          | Hampton          |
| 父 Phalaris 1913 青鹿毛 イギリス | 父の父Polymelus 1902 鹿毛 イギリス                                                                                                   | Maid Marian | Quiver           |                  |
| 父 Phalaris 1913 青鹿毛 イギリス | 父の母Bromus 1905 鹿毛 イギリス | Sainfoin | Springfield      | Springfield      |
| 父 Phalaris 1913 青鹿毛 イギリス | 父の母Bromus 1905 鹿毛 イギリス | Sainfoin | Sanda            |                  |
| 父 Phalaris 1913 青鹿毛 イギリス | 父の母Bromus 1905 鹿毛 イギリス | Cheery | St. Simon        | St. Simon        |
| 父 Phalaris 1913 青鹿毛 イギリス | 父の母Bromus 1905 鹿毛 イギリス | Cheery | Sunrise          |                  |
| 母 Selene 1919 鹿毛 イギリス | 母の父Chaucer 1900 青鹿毛 イギリス                                                                                                   | St. Simon | Galopin          | Galopin          |
| 母 Selene 1919 鹿毛 イギリス | 母の父Chaucer 1900 青鹿毛 イギリス                                                                                                   | St. Simon | St. Angela       |                  |
| 母 Selene 1919 鹿毛 イギリス | 母の父Chaucer 1900 青鹿毛 イギリス                                                                                                   | Canterbury Pilgrim | Tristan          | Tristan          |
| 母 Selene 1919 鹿毛 イギリス | 母の父Chaucer 1900 青鹿毛 イギリス                                                                                                   | Canterbury Pilgrim | Pilgrimage       |                  |
| 母 Selene 1919 鹿毛 イギリス | 母の母Serenissima 1913 鹿毛 イギリス                                                                                                 | Minoru | Cyllene          | Cyllene          |
| 母 Selene 1919 鹿毛 イギリス | 母の母Serenissima 1913 鹿毛 イギリス                                                                                                 | Minoru | Mother Siegel    |                  |
| 母 Selene 1919 鹿毛 イギリス | 母の母Serenissima 1913 鹿毛 イギリス                                                                                                 | Gondolette | Loved One        | Loved One        |
| 母 Selene 1919 鹿毛 イギリス | 母の母Serenissima 1913 鹿毛 イギリス                                                                                                 | Gondolette | Dongola F-No.6-e |                  |

父ファラリスと母父チョーサーは好相性のニックスとして知られたものである。同様の配合で生産された代表的な馬に、フェアウェイやファロスなどがいる。